# Пашаџиково
Пашаџиково (мкд. Пашаџиково) је насеље у Северној Македонији, у источном делу државе. Пашаџиково је у саставу општине Кочани.

## Географија
Пашаџиково је смештено у источном делу Северне Македоније. Од најближег града, Кочана, насеље је удаљено 15 km северно.
Насеље Пашаџиково се налази у историјској области Осогово, на крајњим јужним висовима Осоговске планина. Подно насеља тече Мала река. Надморска висина насеља је приближно 1.100 метара. 
Месна клима је планинска због знатне надморске висине.

## Становништво
Пашаџиково је према последњем попису из 2002. године било без становника.
Претежно становништво у насељу били су етнички Македонци.
Већинска вероисповест месног становништва била је православље.